# 星期日影院
《星期日影院》是翡翠台的一個節目，用於重播已經上映過的電影。

## 節目名稱
本系列原名《大家居家 全家有嘢睇》，是配合第五波冠狀病毒病疫情的居家政策而設的電影時段，於2022年3月6日至4月10日每星期日20:30播映。